# Chateaugay (hrabstwo Franklin)
Chateaugay – wieś w Stanach Zjednoczonych, w stanie Nowy Jork, w hrabstwie Franklin.